# کادیلاک المیراج
کادیلاک المیراج (به انگلیسی: Cadillac Elmiraj) یک خودروی مفهومی است که توسط کادیلاک ساخته شده و در سال ۲۰۱۳ در پبل بیچ کانکورز دلیگانس در ۱۵ اوت ۲۰۱۳ رونمایی شد. این به توسعه آغاز شده توسط خودروی مفهومی کادیلاک سیل ادامه می‌دهد. نام این دریاچه به نام المایرا در نیویورک گرفته شده است، اگرچه برخی ادعا می‌کنند که این بستر دریاچه‌ای خشک است که برای دویدن با سرعت بالا استفاده می‌شد.

## بررسی اجمالی
این خودرو یک کوپه لوکس فول سایز ۲ در و ۴ صندلی است. طول آن ۲۰۵ اینچ (۵۲۰۷ میلی‌متر) است و از یک موتور ۴٫۵ لیتری توربوشارژ دوقلو وی۸ بهره می‌برد که ۵۰۰ اسب بخار (۳۷۳ کیلووات) تخمین زده می‌شود. این خودرو دارای مشخصات سقف سخت بدون ستون است، سبک بدنه‌ای که خودروسازان آمریکایی از اواخر دهه ۱۹۷۰ آن را رها کردند.
المیراج دیفرانسیل عقب است و «با شاسی و عناصر ساختاری یک پروژه توسعه خودرو در حال انجام کادیلاک ساخته شده است که برای تولید آینده در نظر گرفته شده است». طبق یک مقالهٔ وبلاگی که ادعا می‌کند توسط یک خودی مطلع شده است، این پلتفرم با نام امگا در دست توسعه است تا زیربنای خودروهای برتر آتی کادیلاک برای رقابت با کلاس پریمیوم اروپایی مانند آئودی ای۸، ب‌ام‌و سری ۷ باشد. سری و مرسدس-بنز کلاس-اس.
نیکی اسمارت، طراح اصلی بیرونی پروژهٔ المیراج، گفته: «ما یک بیانیهٔ بالغ برای کادیلاک می‌خواستیم که در آن سادگی و تزئینات ظریف حضوری هدفمند ایجاد کند.»
مارک آدامز که در آن زمان مدیر طراحی کادیلاک بود، گفت : «المیراج طراحی و عملکرد تحریک‌آمیز مدرن کادیلاک را که در تضاد با ساخت سفارشی و لوکس است، ارتقا می‌دهد. این کتاب رانندگی پرفورمنس و همچنین نحوه نزدیک شدن ما به ارتقای محدودهٔ کادیلاک و ابعاد جدید فلسفه هنر و علم را بررسی می‌کند.»
المیراج در سال ۲۰۱۳ در IAA (نمایشگاه بین‌المللی خودروی آلمان) در فرانکفورت آلمان در معرض دید عموم قرار گرفت.

## نگارخانه

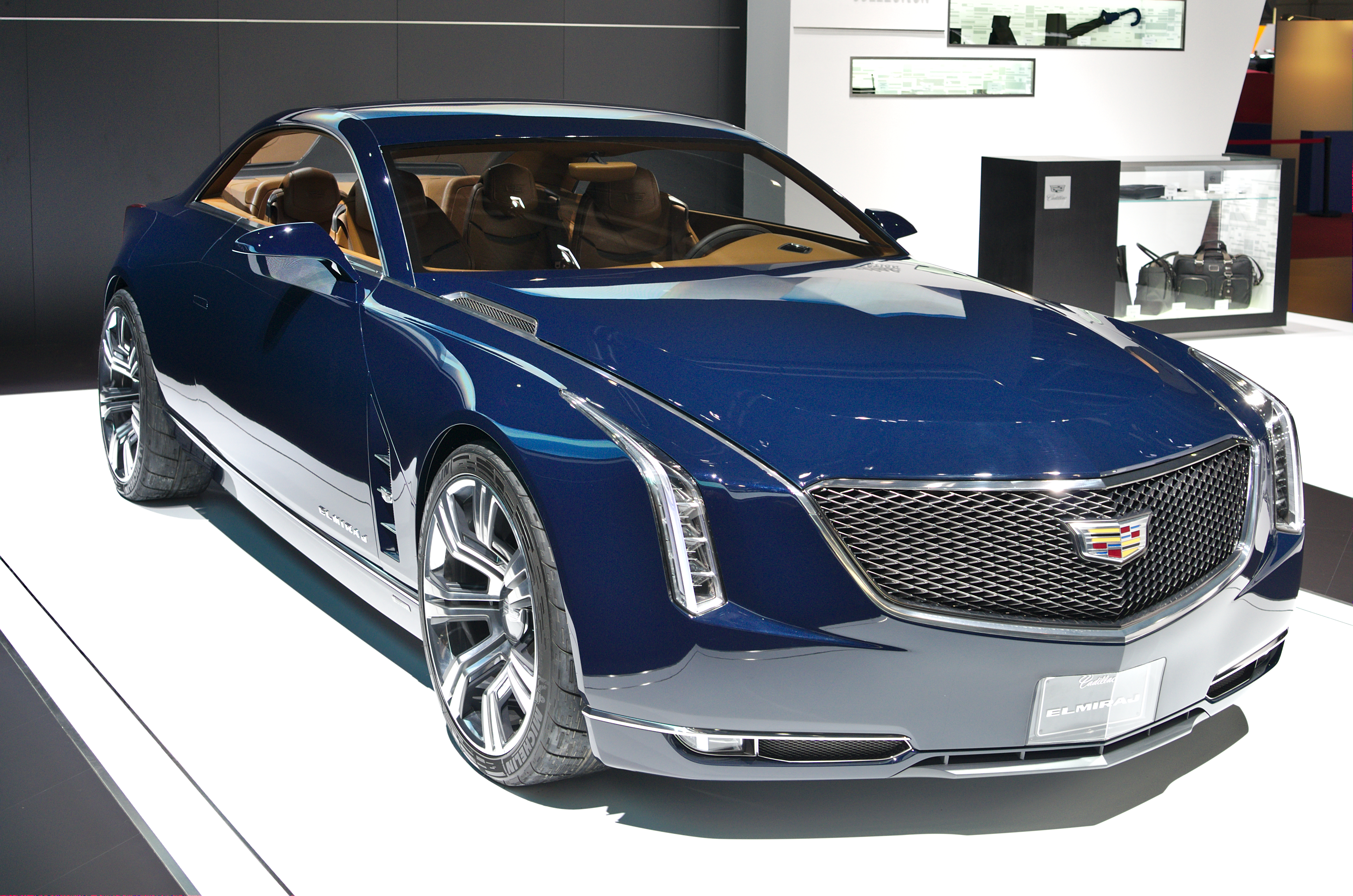
نمای جلویی
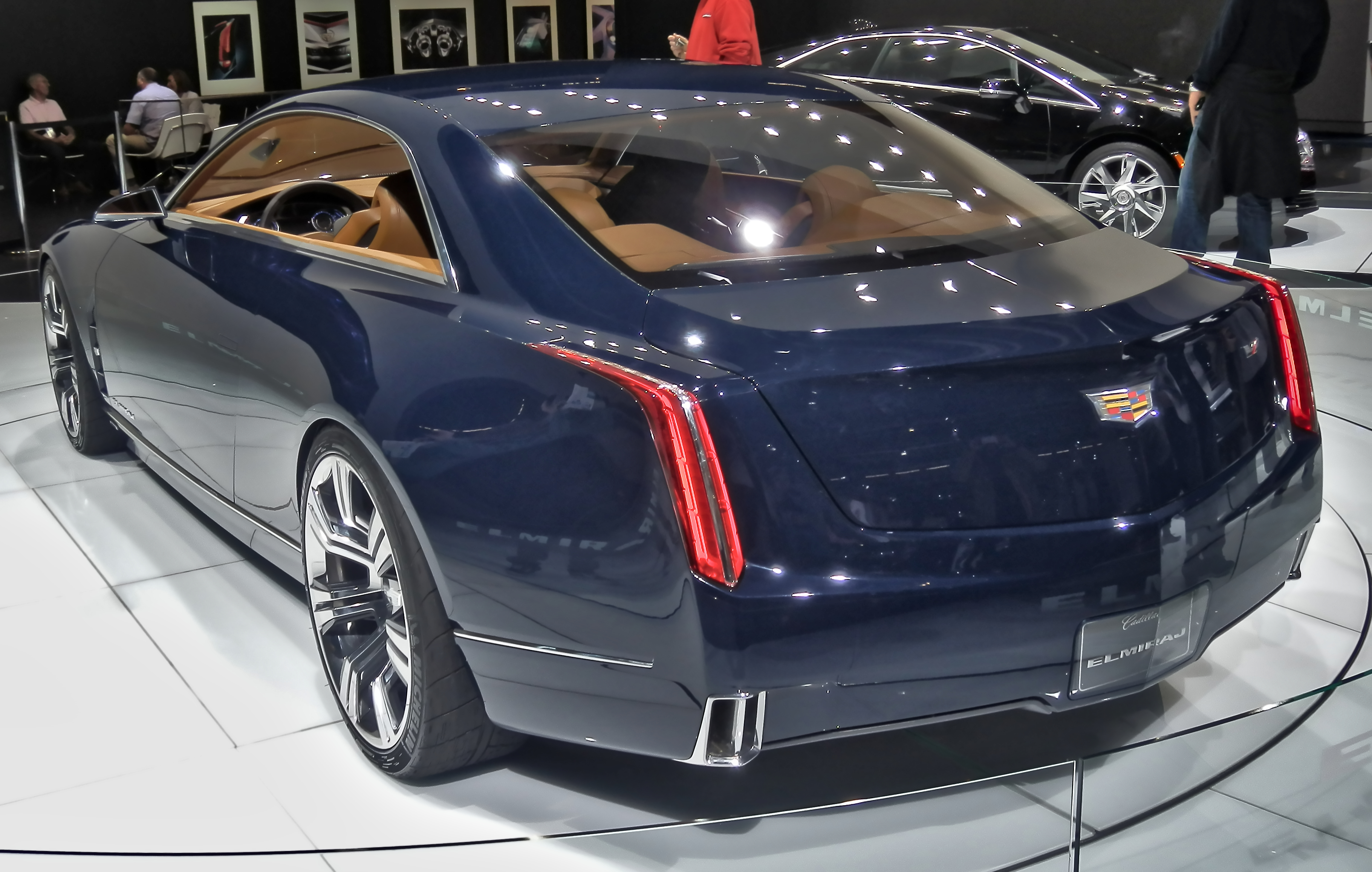
پشت
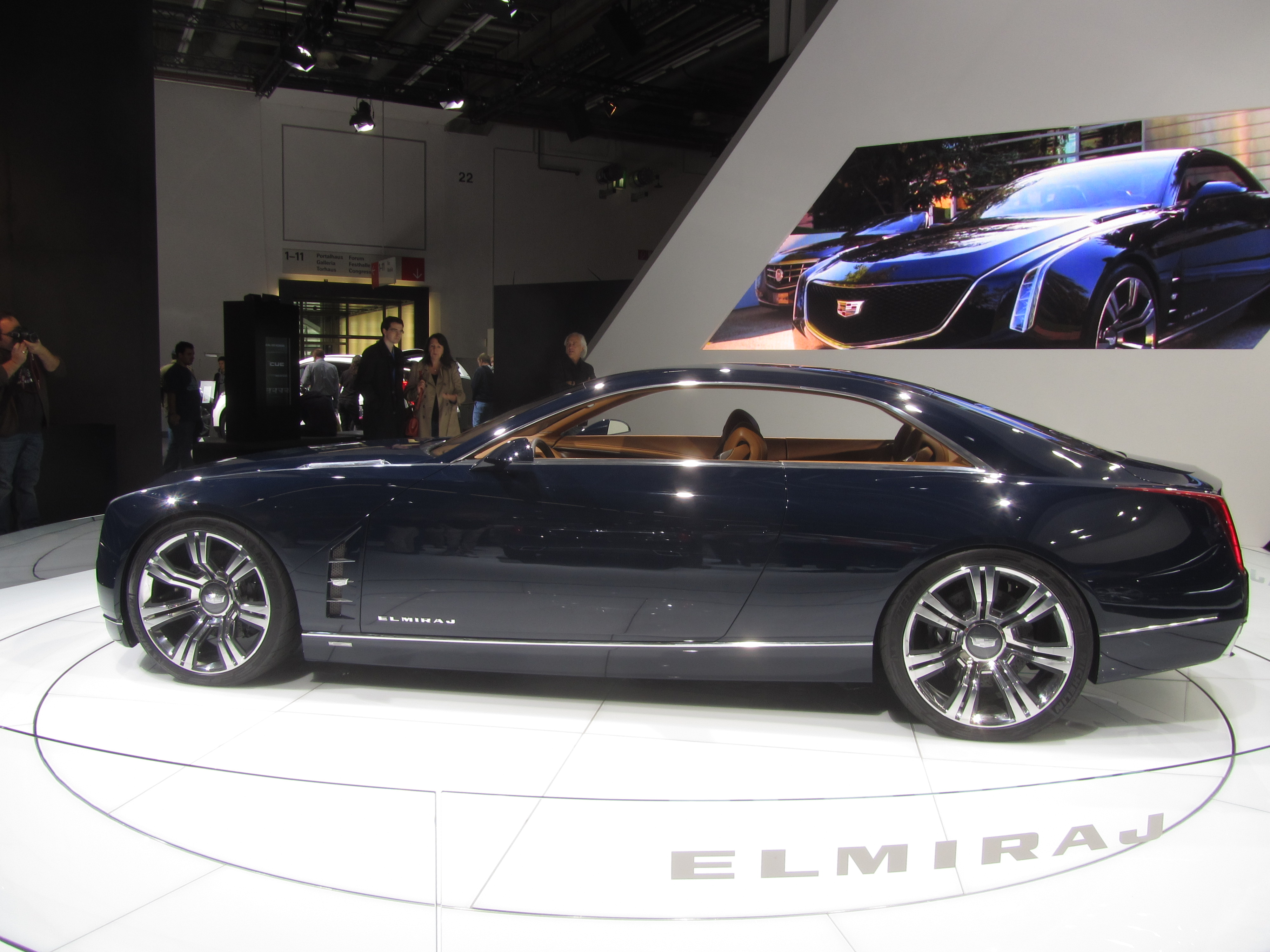
نمای کناری
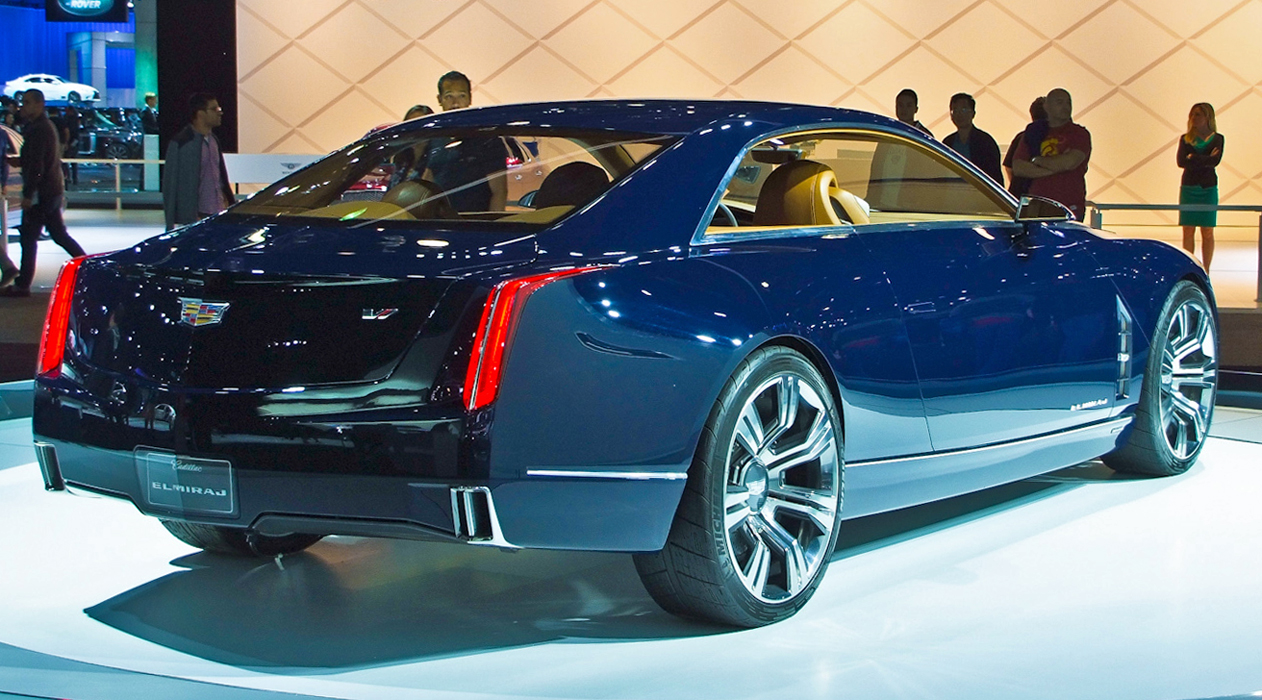
نمای پشت سه‌ربع
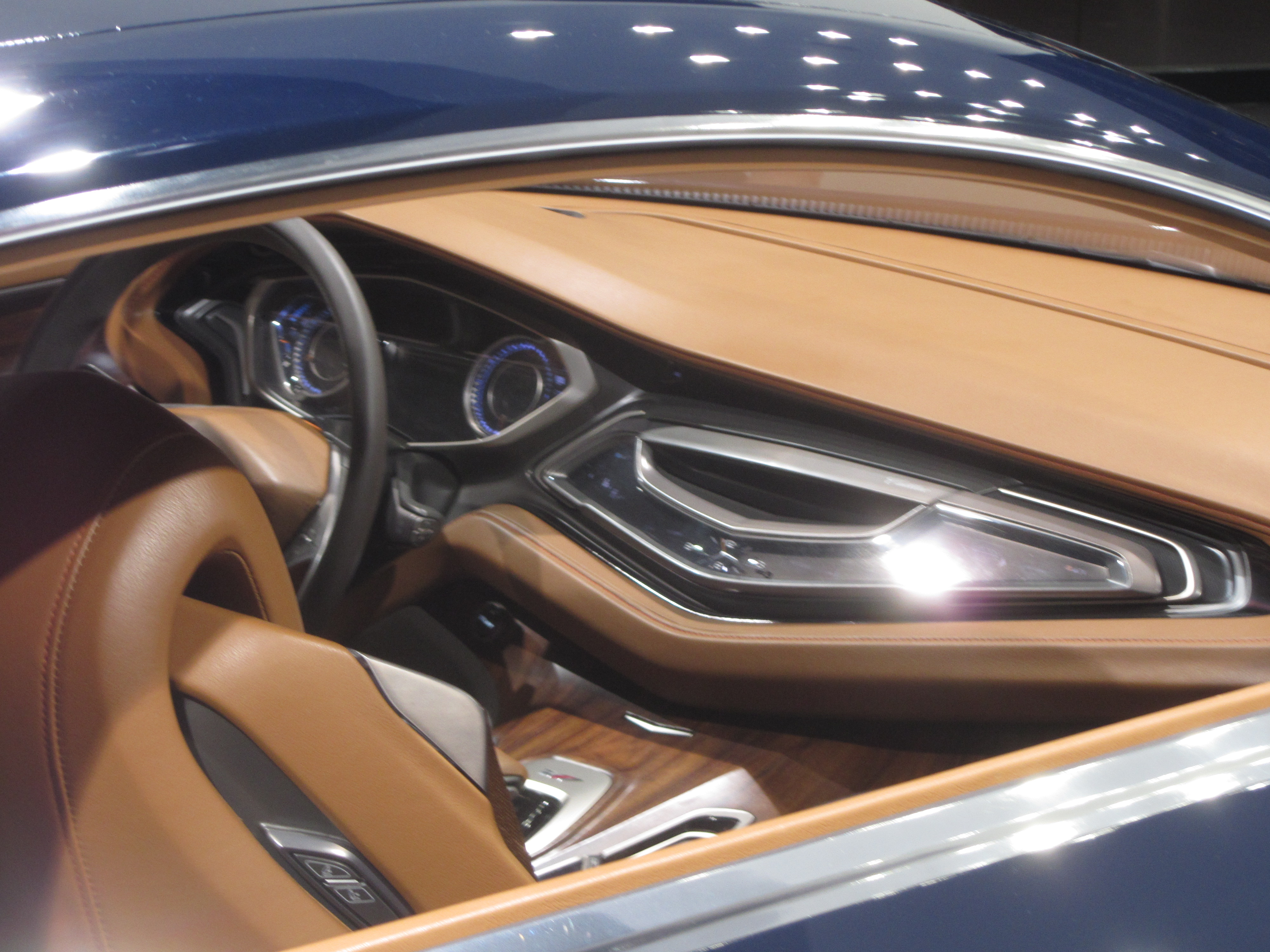
داشبورد